# Écoulement hyperconcentré
Un écoulement hyperconcentré est un mélange diphasique d'eau et de sédiments dans un canal, qui a des propriétés intermédiaires entre écoulement fluvial et lave torrentielle. De grandes quantités de sable peuvent être transportées dans toute la colonne d'écoulement, mais le transport des sédiments en suspension et sur le fond, le long du canal, dépend de la turbulence de l'écoulement, des vitesses d'écoulement élevées, et des restes de sédiments plus grossiers restant en charge de fond. Les flux hyperconcentré ne présentent pas les caractéristiques des flux non-newtonien typique des laves torentielles.
Les flux hyperconcentrés peuvent contenir en volume entre 5 et 60 % de sédiments. Des concentrations plus élevées ont tendance à être la caractéristique des laves torrentielles, moins celle de l'écoulement fluvial normal.